# Co op AG
Die co op AG mit Sitz in Frankfurt am Main war ein deutsches Handelsunternehmen. Es entstand Anfang der 1970er Jahre und bis in die 1980er Jahre gingen die meisten westdeutschen Konsumgenossenschaften in der co op AG auf. Der Konzern in der Rechtsform einer Aktiengesellschaft hatte zuletzt ungefähr 50.000 Mitarbeiter und erwirtschaftete einen Umsatz von zwölf Milliarden Mark. Ende der 1980er Jahre wurde das Unternehmen infolge des co-op-Skandals, eines der größten Wirtschaftsskandale der deutschen Nachkriegsgeschichte, zerschlagen.
Die Marke co op und das blaue co-op-Logo wurden bereits vor Gründung der co op AG als gemeinsamer Marktauftritt der westdeutschen Konsumgenossenschaften eingeführt. Beide wurden daher auch von Konsumgenossenschaften verwendet, die nicht Teil der co op AG waren, wie beispielsweise die heutige coop eG.
Die Schweizer Coop hat sich trotz der Namensähnlichkeit unabhängig entwickelt und steht in keinem wirtschaftlichen Zusammenhang mit der co op AG.

## Entstehung

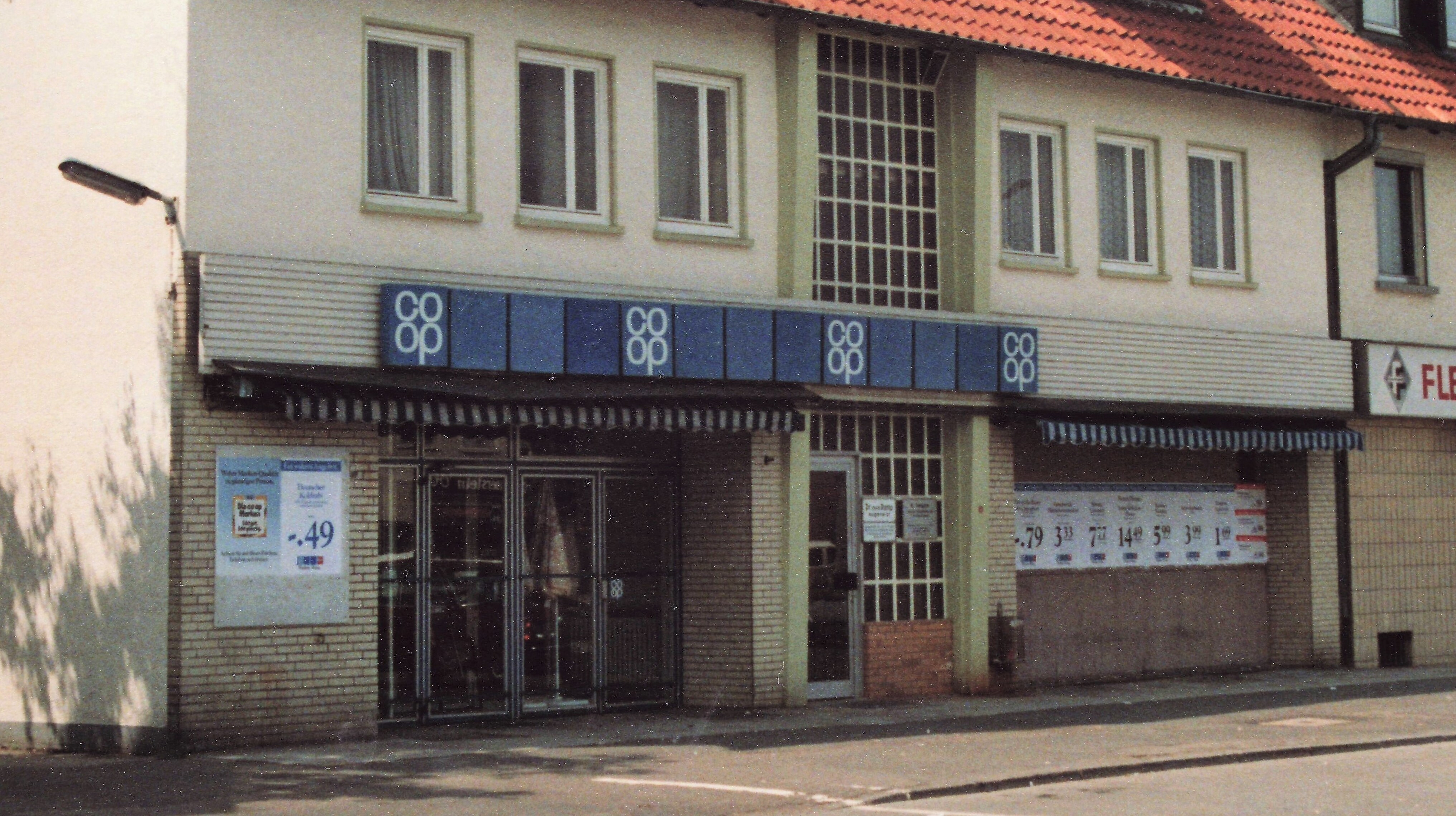
Co op-Markt in Braunschweig im Jahr 1987, vermutlich zur Co op AG gehörend

Die Bildung der co op AG war die Folge eines immer stärkeren Wettbewerbsdrucks durch das Vordringen privater Einzelhändler. Die nach dem Zweiten Weltkrieg bestehenden regionalen Konsumgesellschaften führten zunächst 1969 die Marke co op ein. Ab 1972 wechselten mehrere der Konsumgesellschaften die Rechtsform von einer eG in eine AG. Zunächst wurde im Dezember 1972 die Hamburger Großeinkaufsgesellschaft Deutscher Konsumgenossenschaften mbH (GEG) in die co op Zentrale Aktiengesellschaft umgewandelt, deren Sitz weiterhin Hamburg war. Vorstandsvorsitzender wurde der SPD-Politiker und Vorstand des Bundes Deutscher Konsumgenossenschaften (BdK), Oswald Paulig, sein Stellvertreter der bisherige GEG-Vorstand Werner Peters. Die Rechtsformänderung allein hielt den zunehmenden Wettbewerbsdruck jedoch nicht auf, sodass die Gesellschaften begannen, untereinander zu fusionieren. Der CDU-Politiker Wolfgang Bosbach war von 1972 bis 1974 Leiter eines Supermarktes der COOP West. 
Im November 1974 wurde in Frankfurt eine neue co op Zentrale AG als Holding gegründet, deren erster Vorstandsvorsitzender bis 1979 der BfG-Vorstand Horst van Heukelum (* 8. November 1926 in Bremerhaven; † 18. Januar 2019 in Kronberg im Taunus) war. Gleichzeitig wurde die Hamburger co op Zentrale AG in co op Handels- und Produktions-AG (Hapro) umbenannt und deren Zuständigkeit als Tochtergesellschaft der neuen Frankfurter AG auf Handels- und Produktionsaktivitäten beschränkt. Der größte Teil des westdeutschen Konsumgesellschaftshandels wurde in dieser neuen Aktiengesellschaft vereinigt. 1981 erfolgte deren Umbenennung in co op AG. Die Hamburger co op Handels- und Produktions-AG wurde 1983 mit der Frankfurter AG verschmolzen.

## Eigentümerstruktur
Die co op AG gehörte seit ihrer Gründung 1974 zu großen Teilen verschiedenen Gewerkschaften. Diese hielten 1982 eine Beteiligung von 48 % über die damalige Beteiligungsgesellschaft für Gemeinwirtschaft (BGAG). 1985 war die Beteiligung der BGAG auf 39 % gesunken. Nachdem die Gewerkschaften des DGB durch den Skandal um die Neue Heimat in finanzielle Probleme gerieten, entschlossen sie sich zu einem Verkauf ihrer co-op-Beteiligung. Zunächst sollte die DG Bank das Aktienpaket übernehmen und durch Platzierung an der Börse in Streubesitz bringen, doch diese brach das Vorhaben ab. Stattdessen übernahm der BdK mit der neu gegründeten BdK-Beteiligungsverwaltungsgesellschaft die Anteile der Gewerkschaften, dessen Hauptanteilseigner nach dem Beschluss von 1972 wiederum die co op AG war. Am 16. Oktober 1987 erfolgte der Börsengang der co op AG, nachdem sich der Schweizerische Bankverein, der bereits eine Bürgschaft für den Kauf durch den BdK gab, bereit erklärt hatte, als Emissionshaus zu wirken. Nach dem Börsengang waren nur 10 % des Aktienkapitals in Besitz von Kleinaktionären und das Aktienpaket der Gewerkschaften wurde auf vier Großaktionäre aufgeteilt: die Gesellschaft für Handelsbeteiligungen (GfH), die Verwaltungsgesellschaft für Stiftungsvermögen (VSV), die BdK-Beteiligungsverwaltungsgesellschaft und die Skandinavia Gesellschaft für Handelsbeteiligungen. Diese wurden von ehemaligen co-op-Managern und Vertrauten des co-op-Vorstandsvorsitzenden Bernd Otto geleitet.

## co-op-Skandal und Zerschlagung
Die drei co-op-Vorstände Bernd Otto (Vorsitzender), Dieter Hoffmann und Werner Casper nutzten die intransparenten Eigentümerstrukturen des Konzerns, um im Ausland (insbesondere in der Schweiz und Liechtenstein) Parallelorganisationen aufzubauen, an die große Teile der co-op-Umsätze flossen. Unter anderem wurde die Bremer Handelskette Kafu-Wasmund über eine Tochter des Schweizerischen Bankvereins verdeckt erworben und nicht an das Bundeskartellamt gemeldet.
Im Jahr 1988 berichtete das Nachrichtenmagazin Der Spiegel über Bilanzmanipulationen und Vermögensverschiebungen, in der Folge wurde eine Verschuldung von fünf Milliarden Mark (kaufkraftbereinigt in heutiger Währung: umgerechnet 5,4 Milliarden Euro) bekannt. In der Summe hatte der co-op-Vorstand mehrere Banken um zwei Milliarden Mark geprellt.

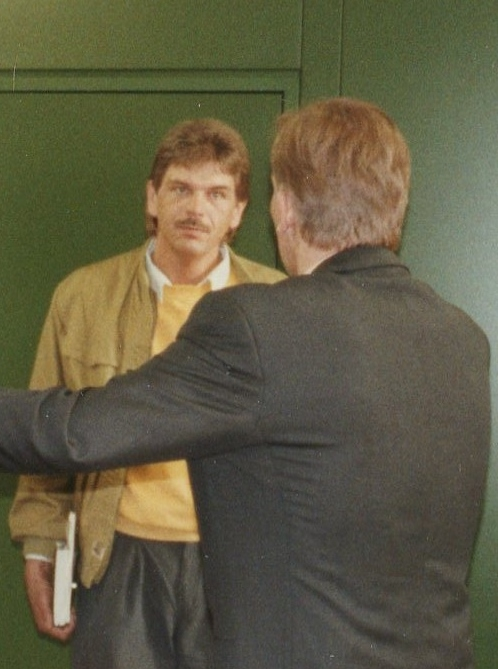
Betriebsrat Jürgen Siewert vor dem Arbeitsgericht Dortmund

Die Mitarbeiter des Unternehmens verloren durch die Manipulationen ihre Betriebsrenten. Die Vorstände hatten den Pensionsfonds in weitgehend wertlose Aktien eingetauscht. An der Aufdeckung des Skandals war maßgeblich der Betriebsrat beteiligt. In einer Reihe von Arbeitsgerichtsprozessen versuchte der Vorstand daraufhin vergeblich, dem Vorsitzenden des Gesamtbetriebsrates, Jürgen Siewert, zu kündigen. Dem Unternehmen wurden sämtliche Kreditlinien geschlossen. Daraufhin wurde die überschuldete co op AG zunächst zahlungsunfähig. Um einen Konkurs abzuwenden, wurde 1989 ein Vergleich mit den 143 Gläubigerbanken geschlossen, der faktisch das Ende der co op AG bedeutete. Ihre Reste gingen größtenteils in der Deutsche SB-Kauf AG auf, die zur Saarbrücker Asko Deutsche Kaufhaus AG gehörte, einer ehemaligen Konsumgenossenschaft, die bis 1982 selbst Teil der co-op-Gruppe war. Später wurde die Asko AG vom Metro-Konzern übernommen.
Gleichzeitig wurde Anfang der 1990er-Jahre das co-op-Absatzgebiet Nord (Hamburg) in die Unternehmen Pro Verbraucher-Handels-GmbH und in das Logistik-Unternehmen HPL unterteilt und durch die von der co op AG unabhängigen co op Dortmund und co op Schleswig-Holstein unter Federführung der co op Schleswig-Holstein (seit 2006: coop eG) weitergeführt. Ab 1996 wurden dann die ehemaligen Geschäftsfelder der PRO Verbraucher-Handels-GmbH durch Spar (Hamburg-Schenefeld) übertragen, die wiederum ab 1998 durch die Edeka Nord übernommen wurde.
Die zuletzt 80 zur Gruppe gehörenden Baumärkte, die 1989 noch einen Jahresumsatz von rund 550 Millionen Mark erwirtschafteten, wurden im August 1990 von der Stinnes BauMarkt AG übernommen. In der Zentrale in Kamen sowie in den Märkten waren 1200 Mitarbeiter beschäftigt. Bereits im Juni 1990 ging die co op SB-Warenhaus und Fachmarkt AG, in der zuvor auch die Baumärkte angegliedert waren, an die Promodès-Gruppe, die die Standorte auf Continent umflaggte. Die Standorte der co op in Süddeutschland gingen an die Rewe.
Der Vorstand um Bernd Otto wurde im Dezember 1988 fristlos entlassen und Anfang der 1990er Jahre wegen Untreue, Bilanzfälschung und Betruges angeklagt. Bernd Otto wurde 1993 vom Schwurgericht Frankfurt am Main zu viereinhalb Jahren Gefängnis verurteilt. Ermittlungsverfahren gegen vermeintliche Verantwortliche der BGAG wurden im Sommer 1994 eingestellt. Felix Herzog resümierte dazu, dass die Staatsanwaltschaft „in ein Geflecht politischer und wirtschaftlicher Interessen an einer Diskreditierung der Gewerkschaften“ geraten war.
1991 wurde zum Skandal ein Dokumentar- und Spielfilm unter dem Namen Kollege Otto – Die Coop-Affäre veröffentlicht.

## Tochtergesellschaften
Im Februar 1989 hatte die co op AG drei Tochtergesellschaften:
- co op Handels AG, zuständig für
  - den Lebensmitteleinzelhandel[10]
- co op SB-Warenhaus und Fachmarkt AG, zuständig für
  - die plaza-SB-Warenhäuser, die Baumärkte sowie Fachmärkte, u. a. im Bereich Spielwaren (Richter Spiel und Hobby) sowie Schuhe (z. B. Hush Puppies)[10][11]
- co op Industrie AG, zuständig für
  - unternehmenseigene Spirituosen- und Zigarettenfabriken, Werke zur Herstellung chemisch-technischer Erzeugnisse, die zur Gruppe gehörende Spedition Wetege, das Einkaufszentrum WEAG und die Grundstücksgesellschaft HIG[10]

## Ehemalige Handelsketten des coop-Verbundes
Sowohl die co op AG, als auch nicht angeschlossene Genossenschaften, die zeitweilig jedoch als co op firmierten, betrieben teils die gleichen Vertriebslinien.

### Lebensmitteleinzelhandel
| Name                 | Vertriebslinientyp | Bemerkungen | Fortbestand nach Zerschlagung |
| -------------------- | ------------------ | --- | --- |
| Bolle                | Supermarktkette    | Gründung als Meierei im Jahr 1879, Übernahme durch Familie Werhahn im Jahr 1917, Verkauf an co op AG im Jahr 1987 | Berlin: Verkauf an Konsum Berlin im Juli 1990, Weiterverkauf Asko Deutsche Kaufhaus AG, Teilveräußerung von 66 Filialen an die Spar im November 1995, Weiterbestand von 34 Filialen bei der Metro AG; entsprechende Umflaggung (auf Spar bzw. Superspar bei Spar, auf Extra und Tip bei Metro AG) im Jahr 1996, Reaktivierung der Marke im Jahr 2001 für von selbstständigen Kaufleuten geführte Standorte in Berlin, im Rahmen der Abgabe des gesamten Supermarktgeschäfts der Metro AG: Übernahme durch Rewe Group im Jahr 2008 und Umflaggung auf Rewe im Jahr 2011 |
| Bolle                | Supermarktkette    | Gründung als Meierei im Jahr 1879, Übernahme durch Familie Werhahn im Jahr 1917, Verkauf an co op AG im Jahr 1987 | Hamburg und Umgebung: Übernahme des Vertriebsgebietes in Hamburg und Umgebung im Jahr 1990, Umflaggung auf Pro und Safeway bis Ende 1996 |
| Comet                | Supermarktkette    | | Bayerische Warenhandelsgesellschaft der Verbraucher: Fortbestand der Marke, auch nach dem Verkauf der Gesellschaft an die Edeka Nordbayern-Sachsen-Thüringen; 2002 Abgabe von acht Märkten an die im Absatzgebiet tätige Edeka Südbayern, die restlichen Märkte im Gebiet der Edeka Nordbayern-Sachsen-Thüringen wurden später auf Edeka-Vertriebslinien umgeflaggt. |
| Comet                | Supermarktkette    | Deutsche SB-Kauf: Fortbestand auch unter der Metro AG, Nutzung der Marke für von selbstständigen Kaufleuten geführte Standorte (außer Berlin), im Rahmen der Abgabe des gesamten Supermarktgeschäfts der Metro AG: Übernahme durch Rewe Group im Jahr 2008 und Umflaggung auf Rewe im Jahr 2011 | |
| Co op                | Baumarktkette      | | co op AG: Verkauf an Stinnes BauMarkt AG im Jahr 1990 |
| Co op                | Supermarktkette    | Bundesweite Nutzung des „co-op“-Zeichens für Verkaufsstätten ab 1969 | co op AG: Verkauf der Kurpfälzer Standorte an Nanz samt Umflaggung im Jahr 1990 |
| Co op                | Supermarktkette    | Bundesweite Nutzung des „co-op“-Zeichens für Verkaufsstätten ab 1969 | co op Minden-Stadthagen eG: Fortbestand der Marke bis Verkauf an Edeka Minden-Hannover des kompletten operativen Geschäfts im Jahr 2001 samt Umflaggung auf Edeka-Vertriebslinien |
| Co op                | Supermarktkette    | Bundesweite Nutzung des „co-op“-Zeichens für Verkaufsstätten ab 1969 | co op Nordschwarzwald Konsumgenossenschaft eG: Fortbestand der Marke bis zur Kooperation mit der Edeka Handelsgesellschaft Baden-Württemberg mbH (heute Teil der Edeka Südwest) im Jahr 1996, Märkte gehören weiterhin der Genossenschaft (heutige Verbrauchergenossenschaft Calw eG), flaggen als Edeka |
| Co op                | Supermarktkette    | Bundesweite Nutzung des „co-op“-Zeichens für Verkaufsstätten ab 1969 | coop eG: Aufgabe der Marke und Umflaggung auf SK bzw. Sky zwischen 1997 und 2000, Übernahme der co op Ulm samt Umflaggung der Standorte in Baden-Württemberg und Bayern auf Sky im Jahr 1999 |
| Co op                | Supermarktkette    | Bundesweite Nutzung des „co-op“-Zeichens für Verkaufsstätten ab 1969 | KG Dortmund: Verkauf von zwei Dritteln des Geschäftes inklusive co op-Standorte an Edeka Duisburg (heute Teil der Edeka Rhein-Ruhr) im Jahr 1998 samt Umflaggung der 148 co op-Standorte auf Edeka aktiv markt |
| Co op                | Supermarktkette    | Bundesweite Nutzung des „co-op“-Zeichens für Verkaufsstätten ab 1969 | Konsumgenossenschaft Göppingen: Fortbestand der Marke bis zur Kooperation mit Edeka im Jahr 1997 |
| Depot                | Supermarktkette    | Von der co op Handels- und Produktions AG entwickeltes Konzept zu Beginn der 1970er-Jahre | co op Minden-Stadthagen eG: Fortbestand der Marke bis Verkauf an Edeka Minden-Hannover des kompletten operativen Geschäfts im Jahr 2001 samt Umflaggung auf Edeka-Vertriebslinien |
| Fabi                 | Discountkette      | | unklar |
| Für Sie              | Supermarktkette    | | unklar |
| Plaza                | SB-Warenhauskette  | Gründung im Jahr 1968 als Tochter der GEG, Eröffnung des ersten SB-Warenhauses im November 1968 in Köln-Porz | co op AG: Verkauf der co op Warenhaus- und Fachmarkt AG, inkl. 47 plaza-Märkte im Jahr 1990 an die Promodès-Gruppe und Umflaggung auf Continent |
| Plaza                | SB-Warenhauskette  | Gründung im Jahr 1968 als Tochter der GEG, Eröffnung des ersten SB-Warenhauses im November 1968 in Köln-Porz | coop eG: Fortbestand der Marke bis 2013, Umflaggung auf sky center oder sky xxl (heutige coop eG, nie Teil der co op AG) |
| Plaza                | SB-Warenhauskette  | Gründung im Jahr 1968 als Tochter der GEG, Eröffnung des ersten SB-Warenhauses im November 1968 in Köln-Porz | KG Dortmund: Verkauf der ostdeutschen Standorte an Lidl & Schwarz zum 3. September 1995 samt Umflaggung auf Kaufland; Verkauf der restlichen Märkte an allkauf (ab 1997 50 % Beteiligung durch allkauf) samt Umflaggung auf allkauf zwischen 1997 und 1998 |
| Pro                  | Supermarktkette    | Erster Markt eröffnete 1949 in Hamburg, auch als Bäckereien vertreten | coop eG/KG Dortmund: Übernahme des Vertriebsgebietes in Hamburg im Jahr 1990, Verkauf an Spar samt Umflaggung auf Spar-Vertriebslinien im Jahr 1997 |
| Pro                  | Supermarktkette    | Erster Markt eröffnete 1949 in Hamburg, auch als Bäckereien vertreten | KG Dortmund: Verkauf von zwei Dritteln des Geschäftes inklusive PRO-Standorte (im Rhein-Ruhr-Gebiet) an Edeka Duisburg (heute Teil der Edeka Rhein-Ruhr) im Jahr 1998 samt Umflaggung der 29 Pro-Standorte auf Edeka neukauf |
| Safeway              | Supermarktkette    | Gründung durch Safeway Inc. in den Jahren 1963/1964, Übernahme durch Familie Werhahn (Bolle) zum 1. August 1985, Verkauf an co op AG im Jahr 1987 | coop eG/KG Dortmund: Übernahme des Vertriebsgebietes samt Safeway-Standorten in Hamburg im Jahr 1990, Verkauf an Spar samt Umflaggung auf Spar-Vertriebslinien ab 1998 |
| Schade und Füllgrabe | Supermarktkette    | Gründung am 18. September 1878 als Offene Handelsgesellschaft, Übernahme durch Familie Werhahn im Jahr 1936, Verkauf an co op AG im Jahr 1987 | Deutsche SB-Kauf: Verkauf an und Umflaggung auf Kaiser’s Tengelmann im Jahr 1992 |
| Schätzlein           | Supermarktkette    | Gründung als Seifen- und Bürstenladenkette im Jahr 1922, Übernahme durch Familie Werhahn im Jahr 1929, Verkauf an co op AG im Jahr 1987 | Deutsche SB-Kauf: Verkauf von 108 Standorten an und Umflaggung auf Kaiser’s Tengelmann im Jahr 1995 |

### Fachhandel
- Garvey Bodega (Sherry-Bodega)
- Drowa (Drogeriemärkte)
- Heinzelmann (Haushaltswaren)
- Schlemmermeyer (Käse/Delikatessen)

### Großhandel
- HPL (Handelspartnerlogistik)

Anmerkungen:
1. 1 2 3 4 5 6 7 8 9 10  Diese co op-Genossenschaften sind selbstständig, waren nie Teil der co op AG und bestehen auch nach Zerschlagung der co op AG fort
2. 1 2 3  Die Deutsche SB-Kauf entstand aus der Insolvenzmasse der zerschlagenen co op AG und wurde als Tochter der Asko Deutsche Kaufhaus AG bis zu dessen Verschmelzung auf die Metro AG im Jahr 1996 weitergeführt

## Eigenmarken
Im Lebensmittelbereich bot die co op AG in ihren Vertriebslinien verschiedene Eigenmarken an, z. B. Babette für Schokolade. Prägend für die Eigenmarken war dabei, dass sie gemeinsam als „co-op-Marke“ werbewirksam beworben wurden und durch den Zusatz der blauen co op-Quader erkennbar waren.